# Cultus (verering)
Een cultus is de verering van een bepaalde godheid, voorwerp of idool. In de antropologie is een cultus een organisatie voor de beoefening van rituelen, magie of andere godsdienstige naleving. Vele stammen hebben bijvoorbeeld vooroudercultussen (zie voorouderverering), waarin de dode voorvaderen als goddelijk worden beschouwd en activiteiten worden georganiseerd om hen te eerbiedigen en hun hulp aan te roepen. In tegenstelling tot heden ten dage was het gebruik van de vooroudercultus wijdverspreid over de hele wereld.